# Otto von Below
Otto von Below (ur. 18 stycznia 1857 w Gdańsku, zm. 16 marca 1944 w Besenhausen koło Getyngi) – niemiecki generał piechoty.

## Życiorys
Jego rodzicami byli pruski generał Hugo Ludwig von Below (1824–1905) i Aleksandra Ludowika Friederike von Lupinski (ur. w 1827 r. w Gnieźnie). W 1875 roku został oficerem. W latach 1884–1889 uczył się w akademii wojskowej. W 1889 w Sztabie Generalnym. Od 1895 dowódca kompanii w pułku piechoty, w 1897 dowódca batalionu w 35 pułku piechoty. Od 1905 r. dowódca 19 pułku piechoty, a od marca 1909 dowódca 43 Brygady. Od 1912 r. dowódca 2 Dywizji w stopniu generała porucznika. 
W czasie rozpoczęcia I wojny światowej dowódca I Korpusu Rezerwowego w składzie 8 Armii w Prusach Wschodnich. Walczył w operacji gąbińsko-gołdapskiej w sierpniu 1914 roku. Dowiedziawszy się o porażce głównych sił 8 Armii wydał rozkaz o wycofaniu. W lutym 1915 r. ścigał wycofującą się 2 Armię rosyjską generała Smirnowa. 7 listopada 1914 objął dowodzenie 8 Armią. Od maja do grudnia 1915 r. dowodził Armią Niemeńską. Od 30 grudnia 1915 znowu dowodził 8 Armią. Od 13 października 1916 r. dowodził Grupą Below w Macedonii, a od 22 kwietnia 1917 r. 6 Armią w północnej Francji. 16 września 1917 r. dowódca 16 Armii we Włoszech, gdzie w bitwie pod Caporetto i nad rzeką Tagliamento zmusił do odwrotu siły włoskie, w wyniku czego Włosi ponieśli straty: 10 tys. zabitych, 30 tys. rannych, 265 tys. dostało się do niewoli, a ok. 300 tys. zdezerterowało. Grupa zdobyła 3152 działa, 1732 moździerze, ok. 3000 karabinów maszynowych. Od 1 lutego 1918 dowodził 17 Armią, a 12 października 1918 r. 1 Armią (nową) w Szampanii. Od 8 listopada 1918 naczelny Dowódca Wojsk Niemieckich na zachodnich granicach Niemiec. Po wojnie przeszedł w stan spoczynku.
Po odejściu w stan spoczynku został członkiem nacjonalistycznego Związku Wszechniemieckiego oraz konserwatywnej Niemieckiej Narodowej Partii Ludowej. Był zamieszany w przygotowywanie kilku niezrealizowanych puczów przeciwko rządom Republiki Weimarskiej. W późniejszym okresie życia mieszkał w Kassel.

## Odznaczenia
W trakcie służby gen. von Below otrzymał między innymi:
- Order Pour le Mérite z liśćmi dębu (Prusy)
- Order Orła Czarnego (Prusy)[3]
- Order Orła Czerwonego II klasy z liśćmi dębu (Prusy)[3]
- Order Królewski Korony II klasy z gwiazdą (Prusy)
- Odznaka za Służbę Wojskową (Prusy)
- Medal za Ratowanie Życia na wstędze (Prusy)
- Krzyż Zasługi I klasy (Księstwo Waldecku)
- Kawaler Orderu Fryderyka I klasy (Wirtembergia)
- Kawaler Orderu Korony Żelaznej II klasy (Austro-Węgry)